# Emblema da Bielorrússia
De acordo com a descrição oficial, o brasão destaca um contorno verde da fronteira estadual da República da Bielorrússia, sobreposto aos raios dourados do sol nascendo sobre o globo. No topo do campo está uma estrela vermelha de cinco pontas. O brasão é emoldurado por uma coroa de trigo, entrelaçadas com flores de trevo à direita e flores de linho à esquerda. A coroa é enrolada com uma fita vermelho-esverdeada, no meio da qual as palavras "República da Bielorrússia" estão escritas em ouro.
O brasão foi introduzido em 1995 após um referendo geral em 7 de junho de 1995. Substituiu o emblema "Pahonia", usado desde 19 de setembro de 1991.
O emblema da Bielorrússia foi baseado no emblema da antiga RSS Bielorrussa criado por Ivan Dubasov em 1950.
Em fevereiro de 2020, o parlamento Bielorrusso modificou o emblema pra mostrar o globo centralizado na Bielorrússia, mostrando mais a Europa do que a Rússia.

## Galeria

1338
1432
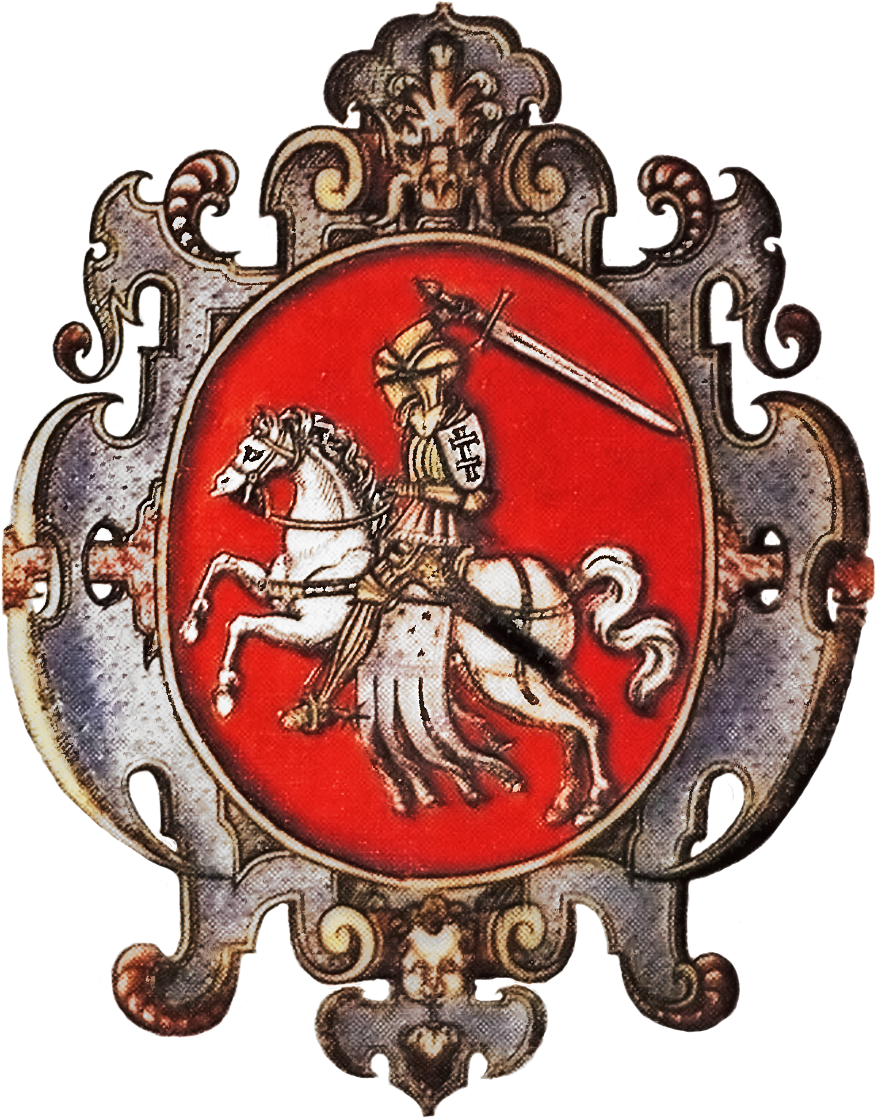
1575
1581
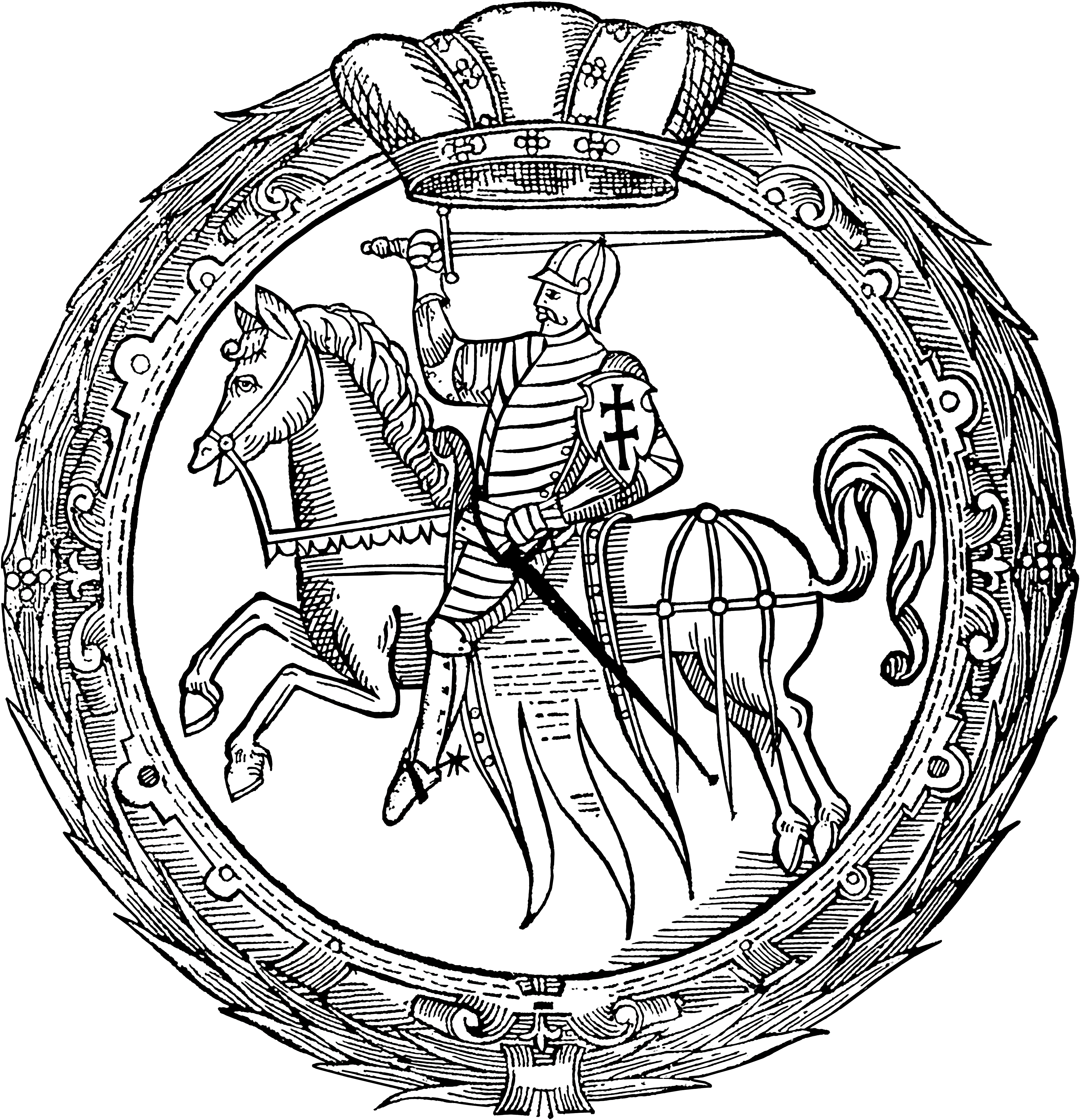
1588
1882
1918
1943
1950
1919—1927
1981—1991
1991–1995
1995 - 2020
2020 - Hoje